# ManagerZone
ManagerZone – menadżer sportowy rozgrywany w przeglądarce internetowej. Gra została stworzona przez szwedzkie studio Power Challenge w 2001 roku. Skupia się na dwóch sportach: piłce nożnej oraz hokeju na lodzie. Pierwszy piłkarski sezon wystartował 26 września 2001, natomiast rozgrywki hokejowe 18 sierpnia 2003 roku. Jest to najstarszy sportowy menadżer sieciowy. Serwis CzasFutbolu.pl określił ManagerZone jako jedną z najpopularniejszych gier menadżerskich w sieci.

## Rozgrywka
ManagerZone pozwala graczowi wcielić się w rolę menadżera klubu piłkarskiego lub hokejowego. Najważniejsze opcje menadżera:
- Trening – podnoszenie umiejętności zawodników
- Ustawienie taktyki – ustawienie zawodników na boisku lub lodowisku. Możliwe jest ustawienie stylu gry (ofensywny/normalny/defensywny) oraz zachowania zawodników (agresywne/normalne/pasywne)
- Rozgrywanie meczów ligowych, pucharowych i towarzyskich
- Rozbudowa infrastruktury – stadionu oraz zaplecza gastronomicznego, będących źródłem dochodu dla klubu
- Kupno i sprzedaż zawodników
- Zwolnienie zawodników
- Zatrudnianie trenerów[6]